# Arsoli
Arsoli település Olaszországban, Lazio régióban, Róma megyében. Lakosainak száma 1372 fő (2023. január 1.). Arsoli Marano Equo, Riofreddo, Rocca di Botte, Roviano, Cervara di Roma és Oricola községekkel határos.

## Népesség
A település népességének változása:
| Lakosok száma | 1577 | 1534 | 1372 |
|               | 2017 | 2018 | 2023 |